# 나는 전설이다 (소설)
나는 전설이다(영어: I Am Legend)는 미국의 작가 리처드 매드슨이 1954년 발표한 공상과학 호러 소설이다. 이 소설은 지상 최후의 남자(1964년), 오메가맨(1971년), 나는 전설이다(2007년)로 영화화되었다.

## 같이 보기
- 종말물
- 생존주의
- 좀비